# 任正晓
任正晓（1959年9月—），男性，湖南望城人。中华人民共和国政治人物。1981年7月参加工作，1985年5月加入中国共产党，北京大学工商管理硕士、中央民族大学民族经济学在职法学博士。曾任国家粮食局局长，中共河南省委常委、省纪委书记，河南省监察委员会主任，中央和国家机关工委副书记、纪检监察工委书记。中共第十九届中央纪律检查委员会委员。

## 生平
1978年10月，任正晓进入湖南省粮食学校学习会计统计专业。1981年7月毕业后，他被分配到湖南省粮食局工作。期间，曾挂职担任衡南县副县长。1993年1月，升任湖南省粮食局局长助理。1994年4月，任湖南省粮食企业总公司副总经理。1995年10月，任湖南省粮食局副局长。1998年3月，任湖南省粮食局局长（2001年3月至2002年1月，在中共中央党校中青年干部培训班进修）。
2001年5月，任国家粮食局副局长、湖南省粮食局局长。2001年8月，任国家粮食局副局长。2012年3月，任国家粮食局局长。2014年2月，任国家发展和改革委员会党组成员、国家粮食局局长。
2016年10月，任中共河南省委常委、省纪委书记。
2018年1月，任河南省监察委员会主任。2018年2月24日，当选为第十三届全国人大代表。
2020年12月，任中央和国家机关工委副书记、纪检监察工委书记。2022年7月，卸任退休。